# 約尼
約尼（IAST：yoni；又稱瑜尼、優尼、尤尼），是印度教女神夏克提的抽象或非偶像崇拜代表。 它通常被與林伽一起展示，它們一起象徵著微觀宇宙和宏觀宇宙的融合，創造和再生的神聖永恆過程，以及重建全部存在的女性和男性的結合。 約尼被概念化為自然中全部誕生的門戶，特別是在Kaula和Tantra實踐中，以及印度教的沙克提派和濕婆教傳統中。
約尼是一個梵語單詞，字面意思是“子宮”，“源頭”，以及女性的生殖器官。它也意味著女性性器官，例如“陰道”，“女陰”，和“子宮”，或在其他脈絡下任何事物的“起源，居所或來源”。 例如，吠檀多文本《梵天經》（Brahma Sutras）將形上學概念「梵」比喻為「宇宙的約尼」。 在印度次大陸和東南亞的濕婆神殿和考古遺址以及 Lajja Gauri 等雕塑中，都發現有約尼與林伽的圖像。

## 參看
- 约尼按摩